# Zabrosa unicampi
Zabrosa unicampi är en insektsart som beskrevs av De Menezes 1973. Zabrosa unicampi ingår i släktet Zabrosa och familjen dvärgstritar. Inga underarter finns listade i Catalogue of Life.